# Waldemar Jungner
Ernst Waldemar Jungner (19 de junio de 1869 - 30 de agosto de 1924) fue un inventor e ingeniero sueco. En 1899 inventó la batería de almacenamiento eléctrico de níquel-hierro (NiFe), la batería de níquel-cadmio (NiCd) y la batería recargable de plata-cadmio alcalino (AgCd). Como inventor, también fabricó una alarma contra incendios basada en diferentes diluciones de metales. Trabajó en la producción electrolítica de carbonato de sodio y patentó un dispositivo de perforación de rocas.

## Primeros años
Ernst Waldemar Jungner nació en 1869 en el condado de Västra Götaland, Suecia. Sus padres fueron ministros, y su padre murió cuando Waldemar tenía 13 años. En 1869, el año en que nació, las cosechas fallidas causaron hambrunas en toda Suecia, lo que afectó la salud de Jungner. También contrajo sarampión y escarlatina y fiebre escarlata.

## Educación
Asistió a la escuela secundaria superior de Skara y estudió química, matemáticas, astronomía, botánica, geología y latín en la Universidad de Uppsala. Luego pasó a realizar más estudios en el Instituto Real de Tecnología (KTH) en Estocolmo.

## Negocios
En 1900 comenzó la firma "Ackumulator Aktiebolaget Jungner". Hubo una larga disputa de patentes con Edison que finalmente ganó Edison porque tenía mayores recursos financieros. Esto causó serios problemas a la empresa de Jungner. La compañía logró sobrevivir utilizando un nombre ligeramente diferente "Svenska Ackumulator Aktiebolaget Jungner". En 2008, la empresa ahora se llama "SAFT AB"  en Jungnergatan 9 y fabrica baterías de NiCd, una de las baterías más confiables.